# رابطة الجوار

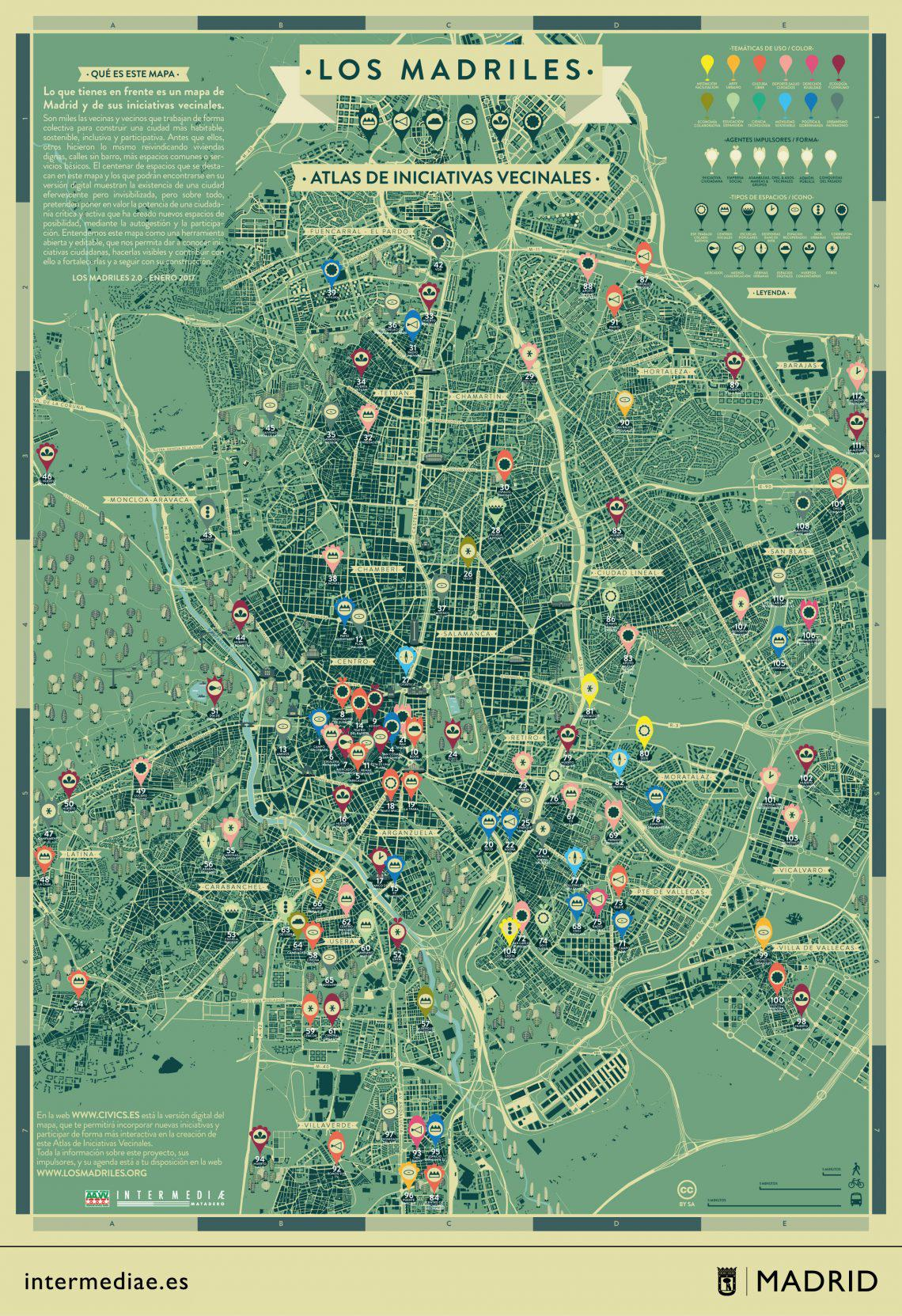
تخيل أنه يمكنك بنظرة واحدة رؤية جميع مبادرات ومجموعات الأحياء التي تعمل في مدريد، وأنه بنقرة واحدة يمكنك الاتصال بهم ومعرفة أنشطتهم. حسنًا، هذا بالفعل حقيقة واقعة في الخريطة التفاعلية التي تعمل عليها مجموعة من الوكلاء المتعاونين منذ عام 2013، والتي تتكون من الاتحاد الإقليمي لجمعيات الأحياء في مدريد (FRAVM)، وIntermediae Matadero، ومجموعات Zuloark + Lys Villalba، مبادرات Vivero de Citizen (VIC)، والمناظر الطبيعية المستعرضة، وSodeste، وكل شيء من أجل التطبيق العملي.

رابطة الجوار (NA) هي عبارة عن مجموعة من قاطني المنازل أو مالكيها في أحد الأحياء السكنية والذين يدعون لممارسة بعض الأنشطة أو ينظمونها في ذلك الحي. وقد يكون للرابطة قادة منتخبين ورسوم طوعية.
وبعض رابطات الجوار في الولايات المتحدة قد أدرجت في إدارة الضرائب والتي اعترفت بها بوصفها منظمة غير ربحية تحمل تصنيف 501(c)(4)، وقد تتمتع تلك الرابطات من الإعفاء الضريبي من الولاية.
ويستخدم أحيانًا مصطلح رابطة الجوار، بشكل خاطئ، بدلاً من جمعية مالكي العقارات (HOA). ولكن رابطات الجوار مختلفة جوهريًا عن جمعيات مالكي العقارات (HOA). فجمعيات مالكي العقارات هي عبارة عن مجموعة من مالكي العقارات الذين يتمتعون بسلطة قانونية لتنفيذ القوانين والأحكام التي تتناول القيود وقضايا البناء والأمان. ومن ناحية أخرى، فإن رابطة الجوار هي عبارة عن مجموعة من الجيران وأصحاب الأعمال الذين يعملون معًا لإحداث تغييرات وتحسينات مثل، الأمان في الحي السكني وتجميله وتوفير أنشطة اجتماعية. وهم يعززون الأحكام والقوانين من خلال التعليم وضغط الأقران والاعتناء ببعضهم البعض. تتضمن بعض الاختلافات الرئيسية:
- إن العضوية في جمعيات مالكي العقارات إلزامية وذلك عادةً من خلال قوانين مرتبطة بملكية العقار مثل العقود المشروطة. بينما تكون العضوية في رابطات الجوار طوعية أو غير رسمية.
- جمعيات مالكي العقارات عادةً ما تمتلك وملكية عامة وتقوم بصيانتها، مثل المنشآت الترفيهية والمتنزهات العامة والطرق؛ بينما تركز رابطات الجوار على التأييد العام وفعاليات المجتمع.

إن ضوابط تكوين رابطة جوار في الولايات المتحدة عادةً ما تخضع لقوانين المدينة أو الولاية.
إن مجالس الأحياء داخل إحدى المدن، التي عادةً ما يتم انتخاب موظفيها، تتكون من عدة رابطات جوار، وبالتالي، قد تخضع إلى القيود والقواعد الخاصة الموضوعة من قبل المجلس.
وغالبًا ما يتم تكوين رابطات الجوار في الأحياء السكينة القديمة الراسخة وخاصة تلك السابقة لإنشاء جمعيات مالكي العقارات. وعادةً ما يتم تأسيس جمعيات مالكي العقارات عند إنشاء حي سكني وبيع وحداته. وفي بعض الأحيان تقوم الأحياء القديمة والراسخة بتكوين جمعية مالكي عقارات للمساعدة على تنظيم القواعد والقوانين.
وفي بعض الحالات، تتواجد رابطات الجوار في الوقت نفسه مع جمعيات مالكي العقارات، وقد لا تتضمن كل منها حدود متطابقة. فعلى سبيل المثال، الأحياء الجديدة المبنية في قطع الأراضي الشاغرة بين المباني القديمة والتي بنيت بعد عشرات السنين من الحي الأصلي وتحيط الآن بأحد الأحياء لا يمتلك جمعية مالكي عقارات بالرغم من امتلاك الحي الجديد لإحدى هذه الجمعيات وفي الوقت نفسه يعمل ضمن إطار إحدى رابطات الجوار.